# World Team Challenge 2011
Il World Team Challenge 2011 si è svolto il 29 dicembre alla Veltins-Arena di Gelsenkirchen.
La competizione si articola in due fasi: una prima gara in mass start e una seconda gara di inseguimento, con distacchi dimezzati. 

## Risultati
| Pos | Atleti                                    | Nazione            | Tempo   |
| --- | ----------------------------------------- | ------------------ | ------- |
| 1   | Carl Johan Bergman e Kaisa Mäkäräinen     | Svezia e Finlandia | 32:28,0 |
| 2   | Serhij Sednjew e Walentyna Semerenko      | Ucraina            | +0:04,0 |
| 3   | Björn Ferry e Helena Ekholm               | Svezia             | +0:06,4 |
| 4   | Lukas Hofer e Michela Ponza               | Italia             | +0:49,5 |
| 5   | Vincent Jay e Marie-Laure Brunet          | Francia            | +1:02,9 |
| 6   | Michael Greis e Andrea Henkel             | Germania I         | +1:15,6 |
| 7   | Andreas Birnbacher e Franziska Hildebrand | Germania II        | +1:32,5 |
| 8   | Christoph Sumann e Iris Waldhuber         | Austria            | +2:06,9 |
| 9   | Benjamin Weger e Selina Gasparin          | Svizzera           | +2:55,9 |
| 10  | Andrei Makowejew e Jana Romanowa          | Russia             | +3:04,1 |